# Candelabrum giganteum
Candelabrum giganteum är en nässeldjursart som först beskrevs av Bonnevie 1898.  Candelabrum giganteum ingår i släktet Candelabrum och familjen Candelabridae. Inga underarter finns listade i Catalogue of Life.